# Пааво Гаавікко
Пааво Гаавікко (фін. Paavo Haavikko 25 січня 1931, Гельсінкі, Фінляндія — 6 жовтня 2008, Гельсінкі, Фінляндія) — фінський поет, прозаїк, драматург. 

## Творчість
Як поет сформувався в руслі європейського модернізму.  
Особливий вплив на нього справив Томас Еліот.
Гаавікко належать книги віршів «Римські вечора» (1951), «Зимовий палац» (1959), драми «Мюнгаузен» (1960), «Аудун і білий ведмідь» (1967), «Агрікола і лисиця» (1968), «Король вирушає до Франції» (1974), «Анастасія і я»(1992),«Просперо» (1995). 
Автор кількох лібрето, в тому числі опери Вершник композитора Ауліса Саллінена. 
Перша дружина Хаавікко Мар'я-Лііса Вартіо також була письменницею. У них було двоє дітей. Мар'я-Лііса Вартіо померла в 1966 році, і Хаавікко надовго припинив писати. 1971 року Хаавікко одружився з Рітвою Райніо. З 1983 року вони жили окремо.

## Визнання
Почесний доктор Гельсінського університету (1969). 
Премія Ейно Лейно (1963), Нейштадтська літературна премія (1984). На тексти Гаавікко писали музику Ауліс Салліна, Тапані Лянсійо, Чин Інсук. 